# Câmp (fizică)
În fizică, un câmp este o mărime care are o valoare în fiecare punct din spațiu la orice moment în timp. Un câmp fizic clasic este un sistem dinamic cu un număr infinit de grade de libertate marcat de locația spațială. Matematic, un câmp este descris printr-o funcție de coordonatele spațiale și de timp, soluție a unor ecuații cu derivate parțiale. Natura acestei funcții depinde de teoria fizică în care ea apare: un câmp fizic trebuie să reprezinte o realitate fizică; nu orice funcție matematică definită în vid este un câmp fizic. Prin contrast, în mecanică, un sistem mecanic este un sistem dinamic cu un număr finit de grade de libertate, care satisface ecuații diferențiale ordinare.
Exemple întâlnite în teoria clasică a câmpurilor sunt câmpul gravitațional, descris în mecanica newtoniană de legea atracției universale iar în cadrul teoriei relativității generale de ecuațiile lui Einstein, și câmpul electromagnetic, descris de ecuațiile lui Maxwell. Sistemele de particule elementare sunt descrise de teoria cuantică a câmpurilor.